# Hans Asperger
Hans Asperger (Viena, 18 de febrer de 1906 - Viena, 21 d'octubre de 1980) va ser un pediatre, investigador, psiquiatre i professor de medicina austríac.
És conegut pels seus primerencs estudis sobre trastorns mentals, especialment en nens. Va escriure més de 300 publicacions, sobretot pel que fa a una condició que va denominar «psicopatia autista». Els seus treballs van passar majorment desapercebuts en vida, excepte per uns pocs guardons a Viena, i els seus estudis sobre trastorns psicològics només van aconseguir reconeixement mundial després de la seva mort.
Amb el renovat interès en els seus treballs que va tenir lloc a principis dels anys 1980, i a causa de la seva aportació amb investigacions de l'anomenat trastorn de l'espectre autista (TEA), la síndrome d'Asperger (SA) es va nomenar en el seu honor.
Tant els seus diagnòstics pediàtrics de psicopatia autista com la síndrome que va rebre el seu nom anys després de la seva mort són considerats controvertits.

## Biografia
Hans Asperger va néixer a Viena i va créixer en una granja dels seus avis als afores de Viena, a Hausbrunn. Va ser el gran de tres germans (un dels quals va morir poc després del naixement). Va assistir a un Humanistisches Gymnasium a Viena, i durant aquell període va participar en moviments juvenils.
Va tenir dificultats per fer amics, i se'l va considerar un nen solitari. Durant la seva infància, Asperger sembla haver presentat algunes de les característiques de la síndrome amb el seu nom. Va ser algú dotat per al llenguatge, estant particularment interessat en el poeta austríac Franz Grillparzer, i recitava freqüentment la seva obra als seus companys de classe. Li agradava citar les seves pròpies paraules i sovint es referia a si mateix des d'una perspectiva de tercera persona.
Es va casar el 1935 amb Hanna Kalmon i va tenir cinc fills. Dues de les seves filles són metgesses; una d'elles, Maria Asperger Felder, és psiquiatra infantil. El seu fill i les altres dues filles són agricultors.

## Carrera
Asperger va estudiar medicina a la Universitat de Viena i es va graduar com a doctor en medicina el 1931. Entre els seus professors es trobava Clemens von Pirquet. El 1931 va fer pràctiques a la Clínica Universitària Pediàtrica de Viena, que en aquella època estava sota la direcció de Franz Hamburger. Entre 1931 i 1932 també va treballar a la clínica de Franz Chvostek. El 1932, ocupa el càrrec d'Erwin Lazar al departament de Heilpädagogik (pedagogia curativa) de la Clínica Pediàtrica de Viena. El 1934, va treballar durant un temps a la clínica psiquiàtrica de Leipzig amb P. Schröder.
El 1938 es produeix l'Anschluss, l'annexió d'Àustria a l'Alemanya nazi. Hi ha algun debat sobre si Asperger era o no un membre del partit nazi.
Durant la Segona Guerra Mundial va ser un oficial mèdic, servint a l'ocupació de Croàcia per part de les potències de l'Eix; el seu germà menor va morir en la batalla de Stalingrad.
A l'octubre de 1943, va enviar el text del seu Habilitationsschrift: Die Autistischen Psychopathen (Tesi: La psicopatia autista) a la revista Archiv für Psychiatrie und Nervenkrankheiten (Arxiu per a la psiquiatria i les malalties nervioses), que el va publicar el 1944. En aquesta tesi Asperger va publicar una definició de «psicopatia autista» que va resultar bàsicament idèntica a la publicada amb anterioritat per la neuròloga russa Grunya Sukhareva (Груня Ефимовна Сухарева) el 1926. Asperger va identificar en quatre nois un patró de comportament que incloïa «una falta d'empatia, escassa habilitat per fer amistats, converses unidireccionals, fixació intensa cap a un determinat assumpte, i moviments maldestres». Asperger va denominar a aquests nens amb psicopatia autista «petits professors» a causa de la seva habilitat per parlar dels seus interessos favorits amb gran detall. Asperger va identificar que molts dels nens diagnosticats com autistes usaven el seu talent un cop adults i realitzaven carreres reeixides. Un d'ells, Fritz V., va arribar a ser professor d'astronomia i va corregir un error en l'obra de Newton que va descobrir quan era estudiant. Un altre dels seus pacients va ser l'escriptora i Premi Nobel de Literatura, Elfriede Jelinek. No obstant això, Asperger va afirmar que els trets autistes eren més sovint un trastorn que un benefici per a la majoria de les persones que els tenien, i que els subjectes afectats més greument tenien poc «valor social». El 1944, després de la publicació del seu article emblemàtic descrivint els símptomes de l'autisme, va obtenir un càrrec permanent a la Universitat de Viena.
Cap al final de la guerra, Asperger va obrir una escola per a nens amb la Germana Victorine Zak. En un bombardeig, aquesta va morir i l'escola va ser destruïda juntament amb gran part de les primeres investigacions d'Asperger.
Entre 1946 i 1949, va ser sotsdirector de la Clínica Pediàtrica de Viena. El 1948 va cofundar l'Österreichischen Arbeitsgemeinschaft für Heilpädagogik (Comunitat Austríaca per a Treballs de Pedagogia Terapèutica, actualment Heilpädagogische Gesellschaft Österreichs (Societat Educativa Austríaca)), del qual va ser president fins a la seva mort.
Entre 1957 i 1962, va dirigir la clínica pediàtrica d'Innsbruck. Andreas Rett va ser un dels seus alumnes.
Després de 1962, ostenta la càtedra de pediatria de la clínica universitària pediàtrica de Viena. El 1964 va encapçalar Aldees Infantils SOS a Hinterbrühl. El mateix any es va convertir en president de la Internationalen Gesellschaft für Heilpädagogik (Associació Internacional per a l'Educació Terapèutica).
El 8 de maig de 1971 es va convertir en vicepresident de la recentment creada Österreichischen Gesellschaft für Allergologie und Immunologie (Societat Austríaca d'Al·lèrgies i Immunologia).
Es va convertir en professor emèrit el 1977. Asperger va estar influenciat per dos pedagogs, Georgens i Deinhard, que van fundar un institut especialitzat el 1856.
La Síndrome d'Asperger va ser nomenat en el seu honor en la quarta edició del Manual diagnòstic i estadístic dels trastorns mentals de 1994 (DSM-IV); va ser eliminada del DSM-5 el 2013.

## Obra
Asperger va establir el 1943 la descripció d'una «psicopatia autista de la infància». Sota aquest nom, va determinar a quatre nois joves com a model de comportament i d'aptituds que incloïen «manca d'empatia, baixa capacitat de fer amics, conversa unidireccional, gran preocupació per interessos especials i moviments maldestres». Asperger els va anomenar «els seus petits professors» a causa de la seva capacitat per parlar sobre el seu tema favorit amb molts detalls.
La visió positiva d'aquesta psicopatia autista de Hans Asperger contrasta notablement amb la descripció de Leo Kanner sobre l'autisme infantil. No obstant això, aquestes dues nocions tendeixen a unir-se als trastorns de l'espectre autista (TEA). Mentre que Kanner descriu el 1943 els nens que va veure en la seva consulta, Asperger els estava tractant des de 1926 en una institució terapèutica on va implementar un tractament que afavoria la relació afectiva. Hans Asperger podria haver expressat visions positives de la síndrome que porta el seu nom a causa del clima polític de l'època, i en particular a causa del desig dels nazis d'eliminar els discapacitats mentals.

## Desenvolupaments pòstums
Asperger va morir abans que la identificació del seu patró de comportament es reconegués àmpliament, ja que el seu treball estava essencialment escrit en alemany i estava molt poc traduït.
El 1981, Lorna Wing va donar un nou ressò a aquesta descripció poc coneguda de Hans Asperger amb la publicació del seu article, La síndrome d'Asperger: un informe clínic, on va aparèixer per primera vegada el terme «Síndrome d'Asperger», i va donar a conèixer molt més àmpliament aquesta síndrome del que havia estat fins llavor, qüestionant el model d'autisme prèviament acceptat presentat per Leo Kanner el 1943.
L'article de 1944 no va ser traduït a l'anglès fins al 1991, per Uta Frith, que va realitzar una traducció fidedigna dels treballs d'Asperger; abans d'això, la síndrome havia estat «virtualment desconeguda». Frith va afirmar que algunes preguntes fonamentals sobre el diagnòstic no havien estat resoltes, i que les dades científiques per abordar-los no existien. Al contrari que Kanner, que va eclipsar a Asperger, les troballes d'aquest últim van ser ignorades o menyspreades en el món de parla anglesa mentre vivia.
A principis de la dècada del 1990, el treball de l'austríac va aconseguir major rellevància a causa de les investigacions de Lorna Wing i la recent traducció d'Uta Frith, portant a la inclusió del nom en el CIM-10 en 1993, i en el DSM-IV en 1994, mig segle després de les primeres investigacions d'Asperger. Malgrat aquest breu ressorgir de l'interès per la seva obra en els anys 1990, la Síndrome d'Asperger segueix sent un diagnòstic controvertit i polèmic causa de la seva incerta relació amb l'espectre autista. El CIE-10 de l'Organització Mundial de la Salut descriu la síndrome com «un desordre d'incerta validesa nosològica», i existeix un consens majoritari per eliminar gradualment del manual de diagnòstic de l'Associació Americana de Psiquiatria.

En el seu article de 1944, com va traduir Uta Frith en 1991, Asperger va escriure, 
Eric Schopler va escriure el 1998:
A partir de l'any 2007, el dia 18 de febrer se celebra el Dia Internacional Asperger, en record del naixement de Hans Asperger.

## Publicacions
- (alemany) Asperger, Hans (1930) « Leucin und Tyrosin im Ham bei Lungengeschwülsten » Wien klin Wschr. 1930 (II), 1281—1284.
- (alemany) Siegl & Asperger (1934) « Zur Behandlung der Enuresis » Archiv für Kinderheilkunde, 102,88-102.
- (alemany) Asperger, H. (1938) « Das psychisch abnorme Kind » Wiener Klinische Wochenschrift. n. 49. 1314-1317. (on apareix l'expressió Autistischen Psychopathen)
- (alemany) Asperger, Hans (1942) « “Jugendpsychiatrie” und “Heilpädagogik” » Münch med Wschr.[23]
- (alemany) Asperger, H. (1944) « Die “Autistischen Psychopathen” im Kindesalter » Archiv für Psychiatrie und Nervenkrankheiten, 117, p. 76-136. (l'article parut déjà en 1938 dans Wiener Klinischen Wochenschrift)
- (alemany) Asperger, Hans (1944) « Postencephalitische Persönlichkeitsstörungen » Münch med Wschr. 91, 114—117.
- (alemany) Asperger, Hans (1952) « Encephalitis im Kindesalter und Folgezustände » Wien klin Wschr Jg. 64, H. 10, S. 171.
- (alemany) Asperger, H.(1954) « Heilpadagogische problematik der organischen hirnstorungen » Acta psychother psychosom orthopedagog. 1954, 2:115-126.
- (alemany) Asperger, H. (1956) Heilpädagogik - Eine Einführung in die Psychopathologie des Kindes für Ärzte, Lehrer, Psychologen, Richter und Fürsorgerinnen. 2.erw. Aufl. Wien: Springer Verlag.
- (alemany) Asperger, Hans (1959) Die Jugendgemeinschaften als Erziehungsfaktor, in: Jugend in Not. Schriften zur Volksbildung des Bundesministeriums für Unterricht, Wien.
- (alemany) Asperger Hans (1966) Biologische Grundlagen der Kinderdorfidee. In: Laireiter Matthias (Hg.) Die Fremdversorgung der Jugend. Salzburg.
- (alemany) Asperger, H. (1968) « Zur Differentialdiagnose des frühkindlichen Autismus » Acta paedopsychiatrica, 35, p. 136-145.
- (alemany) F. Schmid & H. Asperger (1969) Neurologie-Psychologie-Psychiatrie. Springer Verlag, Berlin, Heidelberg and New York.
- (alemany) Asperger, Hans (1971) Kurze Geschichte der Internationalen Gesellschaft für Heilpädagogik. In: Heilpädagogik, Fachzeitschr. D. Österr. Ges. f. Heilpäd. 1971/4, S. 50-55
- (alemany) Asperger, Hans (1974) Das Werden sozialer Einstellungen in Familie, Schule und anderen Sozialformen, Wien : Österr. Bundesverl. für Unterricht, Wissenschaft und Kunst
- (alemany) Asperger, H. (1975) Gesundheitserziehung in dieser Zeit. in: Asperger, H., Haider, F.(Hrsg.). Leben heute - Eine Herausforderung an die Pädagogik. Tagungsbericht der 23. internationalen pädagogischen Werktagung. Bd. 29. Wien: Österreichischer Bundesverlag. S. 60-70.
- (alemany) Asperger, Hans (1978) Eröffnungsansprache. In: Neue Impulse in der Heilpädagogik. Bericht des 2. Österreichischen Heilpädagogischen Kongresses. Österreichische Gesellschaft für Heilpädagogik (Hrsg.)
- (anglès) Asperger H. (1979), « Problems of infantile autism », Communication (organe de la National Autistic Society britannique), 13, p. 45-52.
- (anglès) Asperger, H. (1979) « 50th anniversary of the death of Clemens von Pirquet » Pädiatrie und Pädologie 14 (2):i–ii.
- (alemany) Asperger, H. (1979) Kindheit in unserer Gesellschaft. in: Asperger, H., Haider, F.(Hrsg.). Kinderprobleme - Problemkinder. Tagungsbericht der 27. werktagung 1978.Bd. 33. Salzburg: Selbstverlag der internationalen pädagogischen Werktagung. 14-24.
- (anglès) Asperger, H. (1979) « Problems of Infantile Autism » Communication, 13, p. 45-52.
- (alemany) Asperger, H. (1980) Was kann die Pathologie die Pädagogik lehren? in: Mit Konflikten umgehen. - Tagungsbericht der 28. internationalen pädagogischen Werktagung. Bd.34. Salzburg: Selbstverlag der internationalen pädagogischen Werktagung. S. 56-66.
- (alemany) Asperger, H. (1981) Masslosigkeit und Suchtigkeit in: Asperger, H., Rothbucher, H. u. M. (Hrsg.). Das rechte Mass - Hilfen zur Lebensorientierung. Tagungsbericht der 29.Werktagung 1980. Selbstverlag der Internationalen Pädagogischen Werktagung: Salzburg. 61-71.
- (alemany) Asperger, H. (1982) Schwierigkeiten Hochbegabter. In : H. Asperger & F. Wurst (Hrsg.), Psychotherapie und Heilpädagogik bei Kindern (S. 242- 248). München: Urban & Schwarzenberg.
- (alemany) Asperger, H. (1982) Frühkindlicher Autismus, Typ Kanner. In: Asperger, H., Wurst, F.(Hrsg). Psychotherapie und Heilpädagogik bei Kindern. München, Wien, Baltimore: Urban und Schwarzenberg. 286-292.
- (alemany) Asperger, H. (1982) Kindlicher Autismus Typ Asperger. In: Asperger, H., Wurst, F.(Hrsg.). Psychotherapie und Heilpädagogik bei Kindern. München, Wien, Baltimore: Urban und Schwarzenberg. 293-301.